# ويليام هال تومسون
ويليام ويليام تومسون (بالإنجليزية: William Hale Thompson)‏ هو سياسي أمريكي، ولد في 14 مايو 1869 في بوسطن في الولايات المتحدة، وتوفي في 19 مارس 1944 في شيكاغو في الولايات المتحدة. حزبياً، نشط في الحزب الجمهوري. وقد انتخب عمدة شيكاغو ‏ (1915 – 1923).